# Lake Torrens
Lake Torrens är en saltsjö i delstaten South Australia i Australien. Sjön ligger väster om Flinders Ranges och 345 km nordväst om Adelaide. Sjön är i huvudsakligen en saltöken och fylls endast efter kraftiga regn och då händer det att sjön flödar över in i Spencer Gulf i söder. Lake Torrens ligger 30 meter över havet. Ytan är ca 5,9 km2 och den är cirka 240 km lång och 65 km bred. I sjön finns två öar: Murdie Island och Andamooka Island. 
Edward J. Eyre besökte sjön besökte 1839. Han gav sjön sitt namn efter överste Robert Torrens, ordförande för de sydliga australiensiska koloniseringskommissionärerna. Under regniga år besöks sjön av fågelskådare. Här har också hittats spår av 630 miljoner år gammal fauna.

## Omgivningar
Omgivningarna runt Lake Torrens är i huvudsak ett öppet busklandskap. Trakten runt Lake Torrens är nära nog obefolkad, med mindre än två invånare per kvadratkilometer.

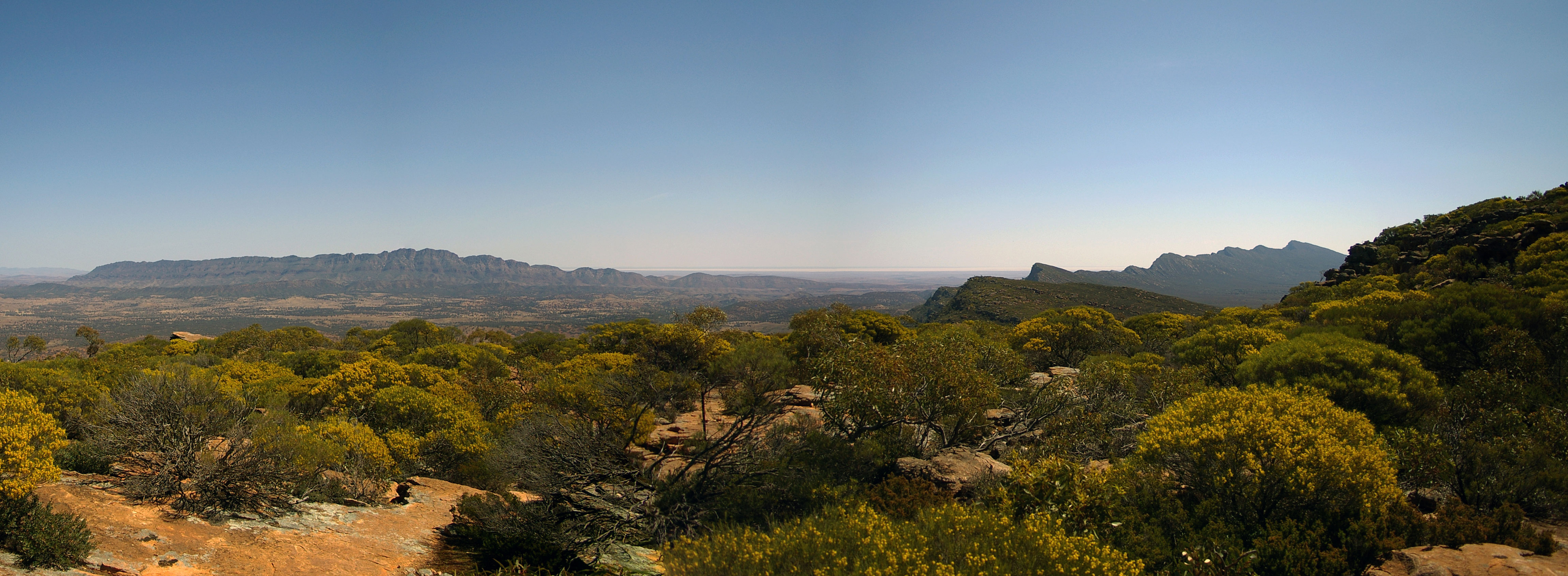
Lake Torrens skymtar i fjärran centralt i bilden